# Лето соула
«Лето соула» (англ. Summer of Soul) — документальный фильм режиссера Амир-Халиба Томпсона, премьера которого состоялась в январе 2022 года на кинофестивале «Сандэнс». Картина получила «Оскар» в номинации «Лучший документальный фильм».

## Сюжет
В основу фильма легла утерянная хроника Гарлемского культурного фестиваля 1969 года. Картина включает кадры утерянных концертных выступлений Нины Симон, Sly & the Family Stone, Стиви Уандера и других исполнителей, интервью с музыкантами и простыми зрителями. Её авторы ставили перед собой цель дать историческую справку и воссоздать социальный контекст, в котором проходил фестиваль.

## Релиз и оценки
Премьерный показ «Лета соула» состоялся 28 января 2021 года на кинофестивале «Сандэнс», где оно получило приз Большого жюри и приз зрительских симпатий. 25 июня того же года фильм вышел в прокат в двух кинотеатрах США, в Нью-Йорке и Лос-Анджелесе, а неделей позже — по всей стране. 20 февраля 2022 года на телеканале ABC состоялась телевизионная премьера. В марте 2022 года «Лето соула» получило премию «Оскар» в номинации «Лучший документальный фильм».
На сайте-агрегаторе отзывов Rotten Tomatoes рейтинг «Лета соула» составил 99 % при средней оценке 9,1 из 10. Обозреватель The Guardian оценил фильм на пять звезд, написав, что во время просмотра забывал дышать. Британский критик Марк Кермуд назвал «Лето соула» лучшим из всех музыкальных документальных фильмов, которые он когда-либо видел.
Бывший президент США Барак Обама назвал «Лето соула» в числе своих любимых фильмов 2021 года. В 2024 году журнал Looper поставил эту картину на третье место в списке 50 лучших фильмов всех времен.